# Calanus hyperboreus
Calanus hyperboreus is een eenoogkreeftjessoort uit de familie van de Calanidae. De wetenschappelijke naam van de soort is voor het eerst geldig gepubliceerd in 1838 door Kroyer.